# Bathmocercus
Bathmocercus és un gènere d'ocells de la família dels cisticòlids (Cisticolidae).

## Taxonomia
Segons la Classificació del Congrés Ornitològic Internacional (versió 2.6, 2010) aquest gènere conté dues espècies:
- Bathmocercus cerviniventris - prínia capnegra.
- Bathmocercus rufus - prínia caranegra.